# Campeonato Europeo de Bádminton de 1982
El VIII Campeonato Europeo de Bádminton se celebró en Böblingen (RFA) del 13 al 18 de abril de 1982 bajo la organización de la Unión Europea de Bádminton (EBU) y la Federación Alemana de Bádminton.

## Medallistas
| Evento               | Oro                                         | Plata                                  | Bronce                                                                                 |
| -------------------- | ------------------------------------------- | -------------------------------------- | -------------------------------------------------------------------------------------- |
| Individual masculino | Jens Peter Nierhoff Dinamarca               | Ray Stevens Inglaterra                 | Claus Andersen Dinamarca Nicholas Yates Inglaterra                                     |
| Dobles masculino     | Stefan Karlsson · Thomas Kihlström · Suecia | Martin Dew Michael Tredgett Inglaterra | Claes Nordin · Lars Wengberg · Suecia Ray Stevens · Andrew Goode · Inglaterra          |
| Individual femenino  | Lene Køppen Dinamarca                       | Karen Bridge Inglaterra                | Christine Magnusson · Suecia Jane Webster · Inglaterra                                 |
| Dobles femenino      | Gillian Gilks Gillian Clark Inglaterra      | Nora Perry Jane Webster Inglaterra     | Dorte Kjær Nettie Nielsen Dinamarca Lene Køppen Anne Skovgaard Dinamarca               |
| Dobles mixto         | Martin Dew Gillian Gilks Inglaterra         | Michael Tredgett Nora Perry Inglaterra | Lars Wengberg · Anette Börjesson · Suecia Steen Skovgaard · Anne Skovgaard · Dinamarca |

## Medallero
| Núm. | País       | Oro | Plata | Bronce | Total |
| ---- | ---------- | --- | ----- | ------ | ----- |
| 1    | Inglaterra | 2   | 5     | 3      | 10    |
| 2    | Dinamarca  | 2   | 0     | 4      | 6     |
| 3    | Suecia     | 1   | 0     | 3      | 4     |
|      | TOTAL      | 5   | 5     | 10     | 20    |